# Фёханах (Лимерик)
Фёханах (Феоханах, Фохана; англ. Feohanagh; ирл. Feothanach) — деревня в Ирландии, находится в графстве Лимерик (провинция Манстер) у трассы R522.
Население — 901 человек (по переписи 2006 года).